# Rio Timbó
O rio Timbó é um um curso de água que banha o estado de Santa Catarina. Situa-se integralmente no estado de Santa Catarina e integra a sub-bacia do rio Paraná. .
O rio nasce nas encostas da serra do Espigão, subcadeia da serra Geral, em Santa Cecília, e se estende do sudeste para o noroeste por aproximadamente cem quilômetros, até encontrar o rio Tamanduá, que lhe é paralelo, prosseguindo até sua foz no rio Iguaçu, do qual é um dos mais importante tributário. No seu curso, este rio passa pela cidade de Timbó Grande e por Santa Cruz do Timbó, distrito de Porto União.
O termo tim'bo, em guarani, designa um cipó que possui propriedades ictiotóxicas (família Sapindaceae), com o qual os índios capturavam peixes após entorpecê-los.